# 宏智正覚
宏智正覚（わんし しょうがく）は、中国の宋代の禅僧。隰州隰川県の出身。別称は天童正覚（てんどうしょうがく）。曹洞宗に属し、多くの弟子がいて宏智派の祖とされた。黙照禅という坐禅の形を正統のものと主張し、多くの詩偈を残した。

## 真の禅法をめぐって
臨済宗に属した大慧宗杲と、真の禅法をめぐって激しく対立した。正覚は、仏性は本来的にすべての者に具有されており、坐禅すること自体が坐禅の目的であるような自己完結的な禅法の中でその事実に気付くことこそが悟りの要であるとして、公案を用いない曹洞宗の禅法を擁護した。対立する宗杲は、公案を用いることによって言語による思考を限界に追い詰め、そこに大きな疑問を抱えつつ坐禅して言語を超越した悟りへと向かうという禅法を正しいものと認めたので、正覚はこれを「看話禅」と呼んで批判した。
当時の中国社会では、宗杲の理論が支持を受け、臨済宗が大いに隆盛することとなったが、曹洞宗も続き、両宗は日本から栄西や道元らの留学僧を迎えて日本にも伝わり、それぞれ公案禅と只管打坐という形で現在も受け継がれている。